# 持田ゆき
持田 ゆき（もちだ ゆき）は、日本のAV女優。
東京都出身。血液型：O型 、身長：156cm 、スリーサイズ：B83・W59・H83 、Cカップ。

## 略歴
2004年AVデビュー。その後引退した。生年月日は1985年1月5日生まれとするプロフィールと同年10月5日生まれとするプロフィールの2つがある。

## 作品
2004年
- グラビア女子校生 Debut feat.（3月30日、SUPER DEVIL）
- 元スポーツ美女が脱いだ!（4月20日、芳友舎）オムニバス作品
- 花 女子大生（4月20日、イマージュ）オムニバス作品
- もしもこんな痴女がいたら…。（4月23日、うまなみ。）
- 痙攣美少女バイブクリ責め（6月4日、ディープス）
- 巨乳女子大生が癒してあげる（6月25日、うまなみ。）
- 美少女レズ狩り（7月8日、ディープス）
- 2on2 親友の運命をかけた究極のエロゲーム （7月8日、はじめ企画）
- 巨乳女子校生狩り（7月23日、うまなみ。）
- 前戯なき戦い4 即入かましてヨカですか（8月7日、クリスタル映像）
- こんでんすみるきぃ♪♪28（8月8日、みるきぃぷりん♪）
- みるスポ!050（8月8日、みるきぃぷりん♪）
- 素人ギャルズ[LEVEL A] 16（8月20日、ジャパンホームビデオ）
- うまなみプレゼンツ 3 痴女4時間 （2004年9月3日、ケイ・エム・プロデュース）うまなみ。作品『もしもこんな痴女がいたら...。2』のセルDVD化作品
- ラブレズ001（9月15日、みるきぃぷりん♪）
- 超天然! 桃尻娘アナドール（9月15日、BODY）
- おんなのこのおなにー 6（9月23日、ディープス）
- HIGH SCHOOL FUCK（10月8日、アイデアポケット）
- Spermania Vol.6 ビューティーガールにぶっかけろ!!（2004年10月8日、アイデアポケット）
- みるきぃHiスクール（10月8日、みるきぃぷりん♪）
- 巨乳女子校生4時間スペシャル2（10月8日、ケイ・エム・プロデュース）うまなみ。作品『巨乳女子校生狩り』のセルDVD化作品 オムニバス作品
- 放課後 女子校生 部活狩り!（10月29日、うまなみ。）
- 台車移動式SEX 〜現代版籠屋内結合〜（11月15日、ホットエンターテイメント）
- ザ女子校生狩り 2 （2004年12月10日、クリスタル映像）

2005年
- うまなみプレゼンツ 4 女子校生狩り 部活っ娘編（2月18日、ケイ・エム・プロデュース）…うまなみ。作品『女子校生部活狩り』のセルDVD化作品
- GREATEST HITS GAL'S BEST20 2 4時間スペシャル（3月18日、クリスタル映像）
- クリスタル映像 ザ・女子大生狩り 2（3月18日、クリスタル映像）
- MHS1（Milky Hi-School SEX） 001（4月8日、みるきぃぷりん♪）
- 狙われたテニス部員達（9月20日、イマージュ）オムニバス作品

2006年
- うまなみプレゼンツ19 女子大生 4時間（6月16日、おかず。（ケイ・エム・プロデュース））うまなみ。作品『巨乳女子大生が癒してあげる』のセルDVD化作品

2007年
- 拘束監禁学園（11月22日、NEXT GROUP）
- 盗撮痴漢 アウトドアで襲われるOL達（11月30日、NEXT GROUP）

2008年
- 花 女子大生（1月12日、NEXT GROUP）
- 台車移動式SEX 〜現代版籠屋内結合〜（2月27日、ホットエンターテイメント）

2009年
- 元スポーツ美女が脱いだ!（8月27日、h.m.p）